# Amilcar CGS3
L' Amilcar CGS3 est une voiture de sport fabriquée par le constructeur français Amilcar de 1924 à 1926.

## Galerie

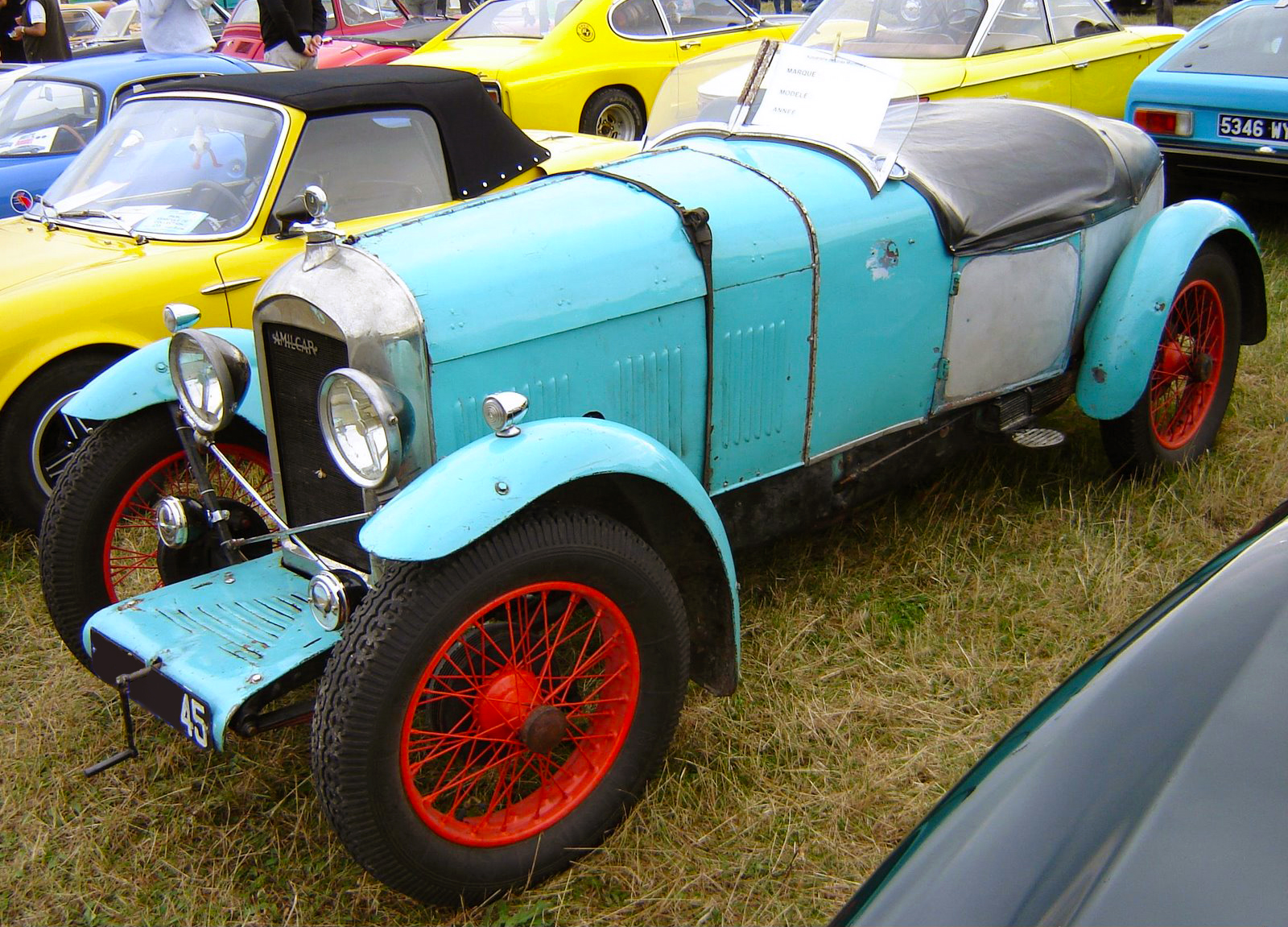
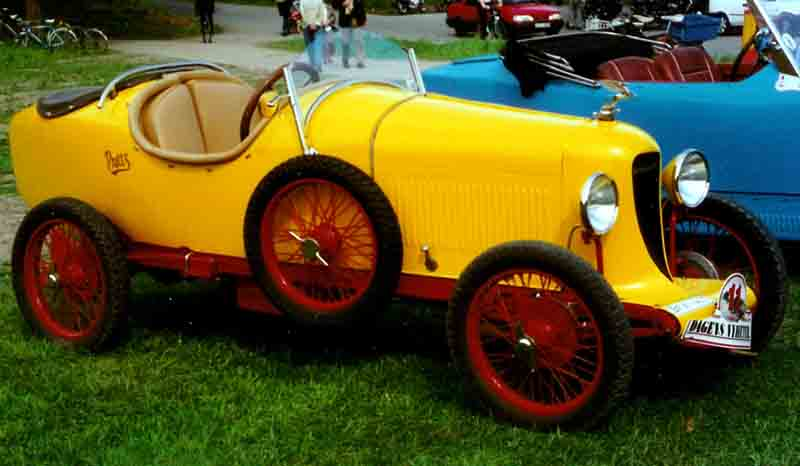
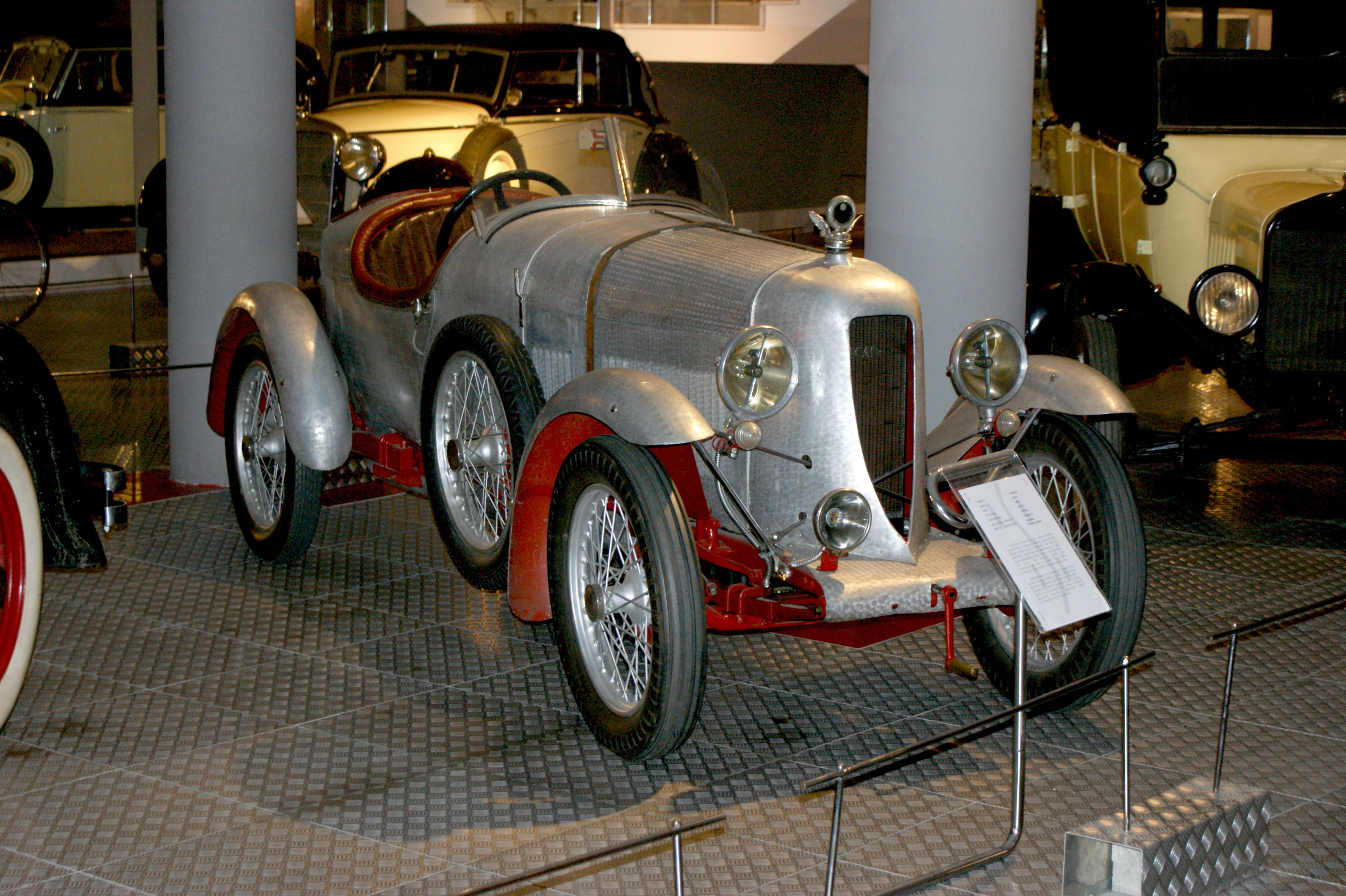
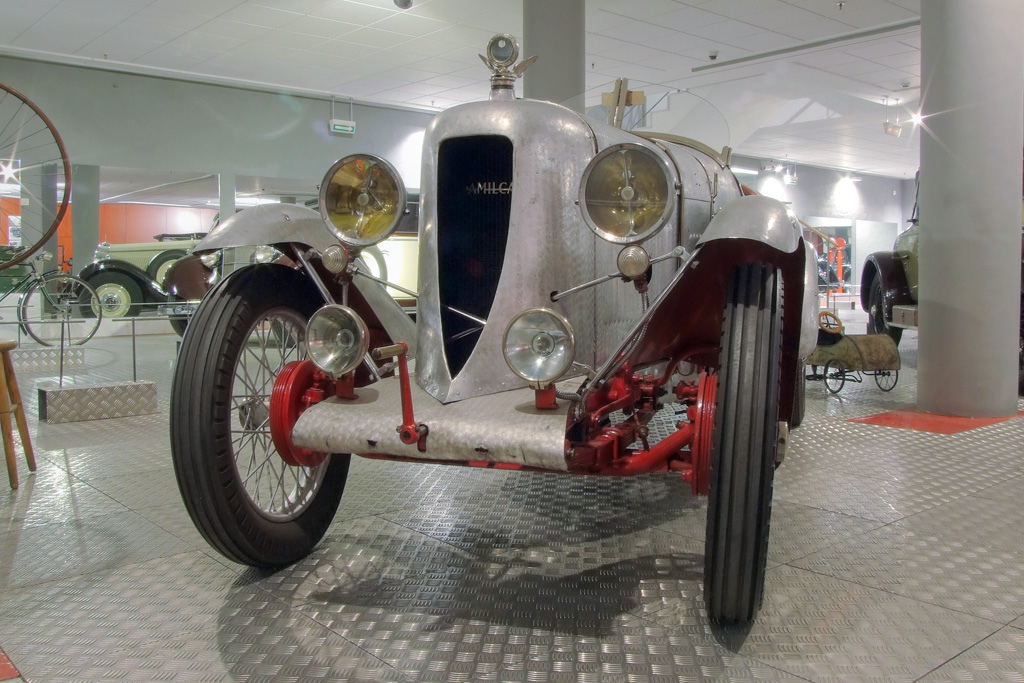
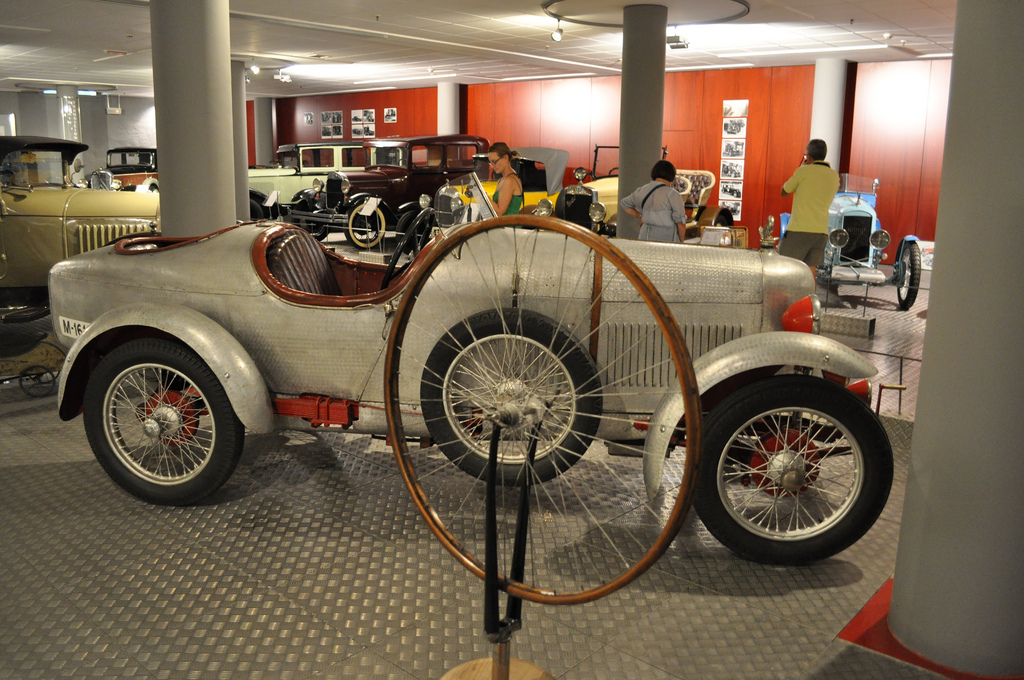